# Колишні населені пункти Ясненського міського округу
На цій сторінці зібрані дані про усі колишні населені пункти на території Ясненського міського округу Оренбурзької області.
| Населений пункт                | Оригінальна назва             | Роки існування | Координати                                                            | Примітка |
| ------------------------------ | ----------------------------- | -------------- | --------------------------------------------------------------------- | -------- |
| Біс-Тюбе                       | Бис-Тюбе                      | -              | 51°13′00″ пн. ш. 59°48′40″ сх. д. / 51.21667° пн. ш. 59.81111° сх. д. | -        |
| Карабулак                      | Карабулак                     | -              | 50°59′30″ пн. ш. 59°45′10″ сх. д. / 50.99167° пн. ш. 59.75278° сх. д. | -        |
| участок №1 совхоза Єленовський | участок №1 совхоза Еленовский | -              | 50°56′30″ пн. ш. 60°04′50″ сх. д. / 50.94167° пн. ш. 60.08056° сх. д. | -        |
| участок №3 совхоза Єленовський | участок №3 совхоза Еленовский | -              | 50°58′40″ пн. ш. 60°04′00″ сх. д. / 50.97778° пн. ш. 60.06667° сх. д. | -        |
| Ферма № 3                      | Ферма № 3                     | -              | 51°13′30″ пн. ш. 59°56′00″ сх. д. / 51.22500° пн. ш. 59.93333° сх. д. | -        |